# Cesare Golia
Cesare Golia (Aversa, marzo 1823 – 1899) è stato un politico italiano.

## Biografia
Fu Deputato del Regno d'Italia per otto legislature, eletto per sette volte nel Collegio elettorale di Aversa e nel Collegio di Capua per la XV legislatura del Regno d'Italia.